# Quincho Yarza
Joaquín Yarza, más conocido como Quincho Yarza (Vigo, Pontevedra, ca. 1883), fue un futbolista español de los primeros años del siglo XX que jugaba principalmente como defensa. Integrante histórico del Madrid Foot-Ball Club, junto a su hermano Manuel Yarza, fue campeón del Campeonato de España de Copa en tres ocasiones consecutivas, de 1905 a 1907. Curiosamente en la edición de 1908 ambos fueron rivales, tras recalar Quincho en el Vigo Foot-Ball Club.

## Biografía
La escasez de crónicas y fuentes en su época, no permite indicar sus datos personales más allá de los indicados. Sí se conoce que nació en Vigo, y hermano mayor de Manuel, por lo que su nacimiento debió ser anterior a 1884. Él y su hermano Manuel fueron dos de los jugadores que tras militar en el Moderno Foot-Ball Club se unieron al primer equipo del Madrid Foot-Ball Club en 1904 —fecha de la fusión de las entidades conocida brevemente como Madrid-Moderno Foot-Ball Club—, y en el que jugó hasta 1907. A partir de esa fecha se sabe que se enroló en el Vigo Foot-Ball Club de su ciudad natal —al menos durante dos temporadas— antes de recalar brevemente en 1912 el Real Club Deportivo de la Sala Calvet retirándose definitivamente a Madrid en septiembre de ese año.
De él se escribe que pudiera haber sido el primer profesional del foot-ball en el país, durante la denominada época del amateurismo marrón o profesionalismo encubierto, al recibir pagos del club vigués.

## Estadísticas

### Clubes
Datos actualizados a fin de carrera deportiva.
En 1907 retornó a su Galicia natal, y después de recalar en el Vigo Football Club hay reportes de su participación en el Pontevedra Sporting Club durante su estancia y de manera esporádica, el cual se reforzaba con integrantes de otros clubes.
| Club                 | Temporada          | Div.               | Liga        | Liga        | Copa  | Copa  | Regional | Regional | Total | Total | Media goleadora |
| Club                 | Temporada          | Div.               | Part.       | Goles       | Part. | Goles | Part.    | Goles    | Part. | Goles | Media goleadora |
| -------------------- | ------------------ | ------------------ | ----------- | ----------- | ----- | ----- | -------- | -------- | ----- | ----- | --------------- |
| Moderno F. C.        | 1903-04            | 1.ª C.             | Inexistente | Inexistente | —     | —     | ?        | ?        | 0+    | 0+    | 0               |
| Madrid-Moderno F. C. | 1903-04            | 1.ª C.             | Inexistente | Inexistente | —     | —     | 1        | —        | 1     | 0     | 0               |
| Madrid F. C.         | 1904-05            | 1.ª C.             | Inexistente | Inexistente | 2     | —     | 1        | —        | 3     | 0     | 0               |
| Madrid F. C.         | 1905-06            | 1.ª C.             | Inexistente | Inexistente | 2     | —     | 1        | ?        | 3     | 0     | 0               |
| Madrid F. C.         | 1906-07            | 1.ª C.             | Inexistente | Inexistente | 5     | —     | 2        | —        | 7     | 0     | 0               |
| Total Madrid F. C.   | Total Madrid F. C. | Total Madrid F. C. | 0           | 0           | 9     | 0     | 5        | 0        | 14    | 0     | 0               |
| Vigo F. C.           | 1907-08            | 1.ª C.             | Inexistente | Inexistente | 1     | —     | ?        | —        | 1     | 0     | 0               |
| Galicia F. C.        | 1908-09            | 1.ª C.             | Inexistente | Inexistente | 1     | —     | ?        | —        | 1     | 0     | 0               |
| Total club           | Total club         | Total club         | 0           | 0           | 2     | 0     | 0+       | 0        | 2+    | 0     | 0               |
| R. C. D. Sala Calvet | 1911-12            | 1.ª C.             | Inexistente | Inexistente | —     | —     | ?        | —        | 0     | 0     | 0               |
| Total club           | Total club         | Total club         | 0           | 0           | 0     | 0     | 0        | 0        | 0     | 0     | 0               |
| Total carrera        | Total carrera      | Total carrera      | 0           | 0           | 11    | 0     | 5        | 0        | 16    | 0     | 0               |
| 1. 2. 3. 4.          |                    |                    |             |             |       |       |          |          |       |       |                 |

## Palmarés

### Campeonatos nacionales
| Título          | Club                   | Año  |
| --------------- | ---------------------- | ---- |
| Copa            | Madrid Foot-ball Club  | 1905 |
| Copa            | Madrid Foot-ball Club  | 1906 |
| Copa            | Madrid Foot-ball Club  | 1907 |
| Concurso España | Deportivo de La Coruña | 1912 |

### Campeonatos regionales
| Título              | Club                  | Año  |
| ------------------- | --------------------- | ---- |
| Campeonato Regional | Madrid Foot-ball Club | 1905 |
| Campeonato Regional | Madrid Foot-ball Club | 1906 |
| Campeonato Regional | Madrid Foot-ball Club | 1907 |
| Campeonato Regional | Vigo Foot-Ball Club   | 1908 |
| Campeonato Regional | Vigo Foot-Ball Club   | 1909 |